# Coca-Cola Orange

Logo Coca-Cola Orange

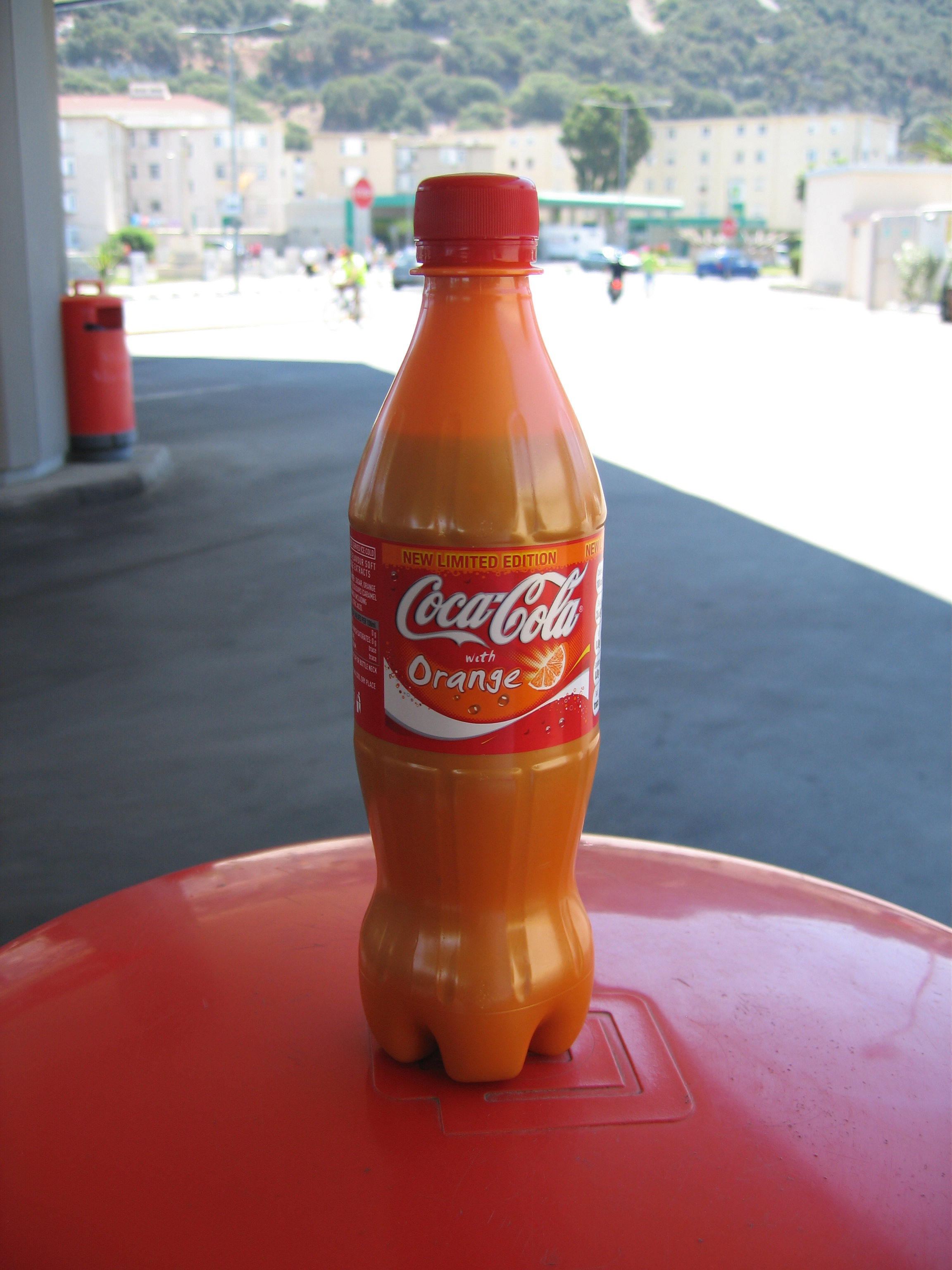
Coca-Cola o smaku pomarańczy

Coca-Cola Orange – limitowana edycja napoju Coca-Cola, która trafiła do sprzedaży w czerwcu 2007. Napój jest dostępny tylko w Wielkiej Brytanii. 70% konsumentów zapowiedziało, że zdecydowanie lub prawdopodobnie kupi ten napój.
W innych krajach, takich jak Niemcy, produkowany jest podobny napój, Mezzo Mix.